# کربنات لانتان
کربنات لانتان (به انگلیسی: Lanthanum carbonate) با فرمول شیمیایی La۲(CO۳)۳ یک ترکیب شیمیایی با شناسه پاب‌کم ۱۶۸۹۲۴ است. که جرم مولی آن 457.838 g/mol می‌باشد. شکل ظاهری این ترکیب، پودر سفید است.